# Glamorama
Glamorama er en dansk musik-duo bestående af guitarist Johnny Stage og sanger Lotte Arnsbjerg, som også privat er et par. De debuterede under navnet Glamorama med albummet Glamorama i 2005. Navnet er taget fra romanen Glamorama fra 1998 af Bret Easton Ellis.
Tidligere havde de under navnet Arnsbjerg & Stage udgivet albummet Salmernes Bog i 2003.

## Diskografi
- Salmernes Bog (album 2003, udgivet under navnet Arnsbjerg & Stage)
- Glamorama (album 2005)
- Foggy Valentine (album 2007)

Kilde til diskografien: Discogs.